# جو ويلسون (لاعب كرة قدم بريطاني)
جو ويلسون (بالإنجليزية: Joe Wilson)‏ (6 يوليو 1937 في المملكة المتحدة - 25 سبتمبر 2015 في أستراليا) هو لاعب كرة قدم بريطاني في مركز الدفاع. لعب مع نوتينغهام فورست ونيوبورت كونتي ووولفرهامبتون واندررز ونادي ووركينغتون.

## وصلات خارجية
- جو ويلسون على موقع قاعدة بيانات كرة القدم.إي يو (الإنجليزية)